# لختی زنان در کانادا
سلام

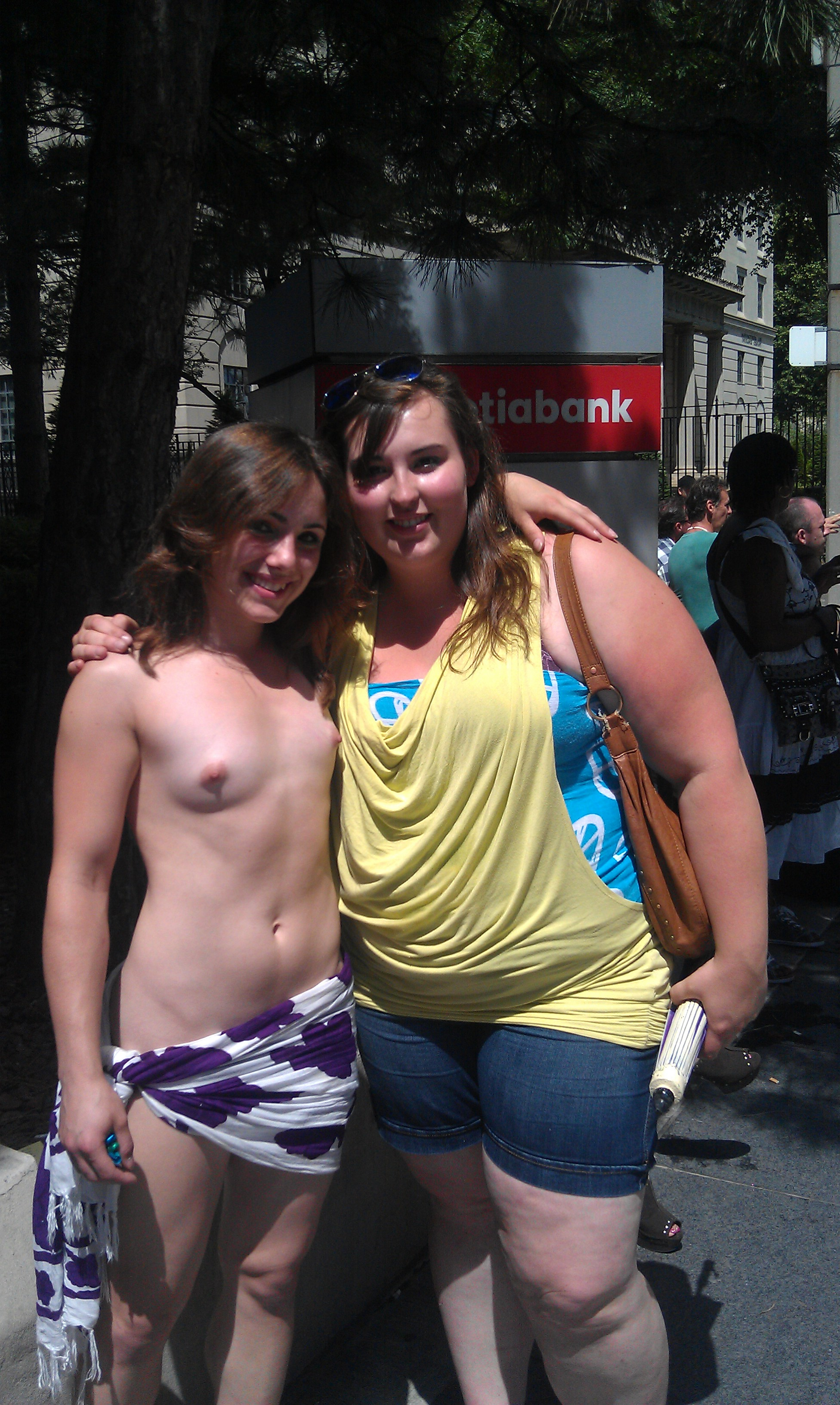
یک زن جوان بدون پیراهن در تورنتو. امروزه زنان حق دارند در کانادا به دلیل تلاش‌های خستگی‌ناپذیر برای مبارزه برای حقوق بشر مرتبط با نقش FCN، در مکان‌های عمومی برهنه بروند.

در کانادا، آزادی برتر در درجه اول تلاشی برای مبارزه با تفسیر قوانین منافی عفت بوده است که سینه‌های زن را ناپسند می‌دانستند و در نتیجه نمایش عمومی آن‌ها را جرم می‌دانستند. در بریتیش کلمبیا، این یک موضوع تاریخی است که به دهه ۱۹۳۰ بازمی‌گردد و اعتراضات عمومی علیه سبک زندگی مادی گرایانه فرقه مذهبی رادیکال Freedomites که عقاید صلح طلبانه آنها منجر به مهاجرت آنها از روسیه به کانادا در پایان قرن نوزدهم شد. . Svobodniki به دلیل برهنگی عمومی خود مشهور شدند: در درجه اول به دلیل راهپیمایی برهنه خود در ملاء عام و اعمال آتش‌سوزی که در برهنه نیز انجام می‌شود.

## قانون
در کانادا، قانون عفت عمومی در بخش‌های ۱۷۳ و ۱۷۴ قانون جزا آمده است. با این حال، آنچه به منزله یک عمل منافی عفت است، تعریف نشده است و قابل تفسیر توسط دادگاه است.
در سال ۱۹۹۱، برهنه بودن به عنوان یک عمل ناشایست در گوئلف، انتاریو، توسط گوئن جاکوب، که پیراهن خود را درآورد و به جرم زشتی متهم شد، به چالش کشیده شد. بخشی از دفاع او استانداردهای دوگانه بین زن و مرد بود. اگرچه او محکوم شد، اما این حکم توسط دادگاه تجدید نظر لغو شد. این پرونده مشخص کرد که برهنه بودن از نظر قانون جزا ناپسند نیست. با این حال، هیچ حق برابری در قانون اساسی را ایجاد نکرد. این پرونده متعاقباً منجر به تبرئه زنان بریتیش کلمبیا و ساسکاچوان شد که با اتهامات مشابهی روبرو بودند. اگرچه هر استان و منطقه حق خود را برای تفسیر قانون به دلخواه خود محفوظ می‌دارد، اما پرونده انتاریو تأثیرگذار بوده است. از آنجایی که این موضوع توسط دادگاه عالی کانادا مشخص نشده است، هنوز این امکان وجود دارد که یک زن در جای دیگری در کانادا محکوم شود. با این حال، تفسیر قوانین اخلاقی در کانادا به‌طور فزاینده ای آزاد شده است. به نظر نمی‌رسد از زمان تصمیم‌گیری در مورد این پرونده‌ها، هیچ زن دیگری در کانادا متهم نشده باشد.

## افکار عمومی
یک نظرسنجی در سال ۱۹۹۲ نشان داد که ۶۲ درصد از کانادایی‌ها با داشتن آزادی بالا مخالف بودند و زنان بیشتر مخالف بودند. یک بررسی دقیق تر در سال ۱۹۹۸ انجام شد، و یک تجزیه و تحلیل دقیق توسط فیشتاین و همکارانش در سال ۲۰۰۵ منتشر شد (فیشتاین و همکاران ۲۰۰۵). این نشان داد که زمینه مهم است. به عنوان مثال، ۷۲ درصد با مجاز بودن برهنه در خیابان‌های شهر، ۶۲ درصد در پارک‌ها و ۴۸ درصد در سواحل مخالف بودند. در همه موارد، زنان بیشتر با برهنگی مخالف بودند.

## سازمان‌ها

### فدراسیون طبیعت شناسان کانادا
فدراسیون طبیعت گرایان کانادا (FCN) یک سازمان غیرانتفاعی و با حمایت اعضا است که به ترویج درک، پذیرش و قدردانی بیشتر از طبیعت‌گرایی به عنوان یک روش زندگی در سراسر کانادا اختصاص دارد. این انجمن با باشگاه‌ها و سازمان‌های طبیعت‌شناس/برهنگ‌شناس کانادایی وابستگی دارد. FCN یک صندوق قانونی دارد که برای کمک به دفاع از افرادی که متهم به برهنگی هستند تعیین شده است.
FCN و Fédération québécoise de naturisme (FQN) عضویت کانادایی در فدراسیون بین‌المللی طبیعت‌گرا (INF) دارند که مقر جهانی آن در هورشینگ، اتریش است.

### انجمن حقوق برابر Topfree
انجمن حقوق برابر کانادایی تاپ‌فری (TERA) به زنانی در کانادا و ایالات متحده کمک می‌کند که به دلیل برهنه بودن در موقعیت‌هایی تحت پیگرد قانونی قرار می‌گیرند در حالی که مردان چنین نیستند. از برهنه بودن حمایت نمی‌کند، بلکه مفهوم آزادی انتخاب هر زن و جنسی زدایی از سینه‌ها را ترویج می‌کند. TERA از ۲۹ مه ۲۰۲۳ منحل شده است.